# Rehmsee
Der Rehmsee ist ein See im Gemeindegebiet von Brüsewitz im Landkreis Nordwestmecklenburg nordwestlich von Schwerin.
Der See besitzt eine Größe von etwa 25 Hektar. Die Nord-Süd-Ausdehnung beträgt 1,4 Kilometer, die Breite maximal 230 Meter. Der Brüsewitzer Ortsteil Gottmannsförde liegt am Nordostufer. Nördlich wird der See von einem Damm begrenzt, auf dem eine Kreisstraße von Gottmannsförde nach Brüsewitz verläuft. Das Gewässer wird von der nur einen halben Kilometer südöstlich entspringenden Stepenitz von Süd nach Nord durchflossen.
Der Rehmsee war ursprünglich wesentlich kleiner. Direkt nördlich werden seit Anfang der 1980er Jahre die Stepenitz und der in sie mündende Gadebuscher Bach im Speicher Faulmühle aufgestaut. Ziel war die Vorhaltung von Wasser für die Beregnung der umliegenden Ackerflächen. Durch Rückstau stieg der Wasserstand des Rehmsees um etwa einen Meter, die Größe der Wasserfläche vervielfachte sich.
Prägend für das Gewässer sind die vormals bewachsenen, überstauten Flächen und der hohe Faulschlammanteil in den Ablagerungen auf dem Seegrund. Durch die geringe Wassertiefe kann sich keine Temperaturschichtung ausbilden. Der polytrophe Zustand fördert starkes Algenwachstum. Im Sommer 1993 wurden Sichttiefen von unter einem halben Meter gemessen.